# Stångstörtning

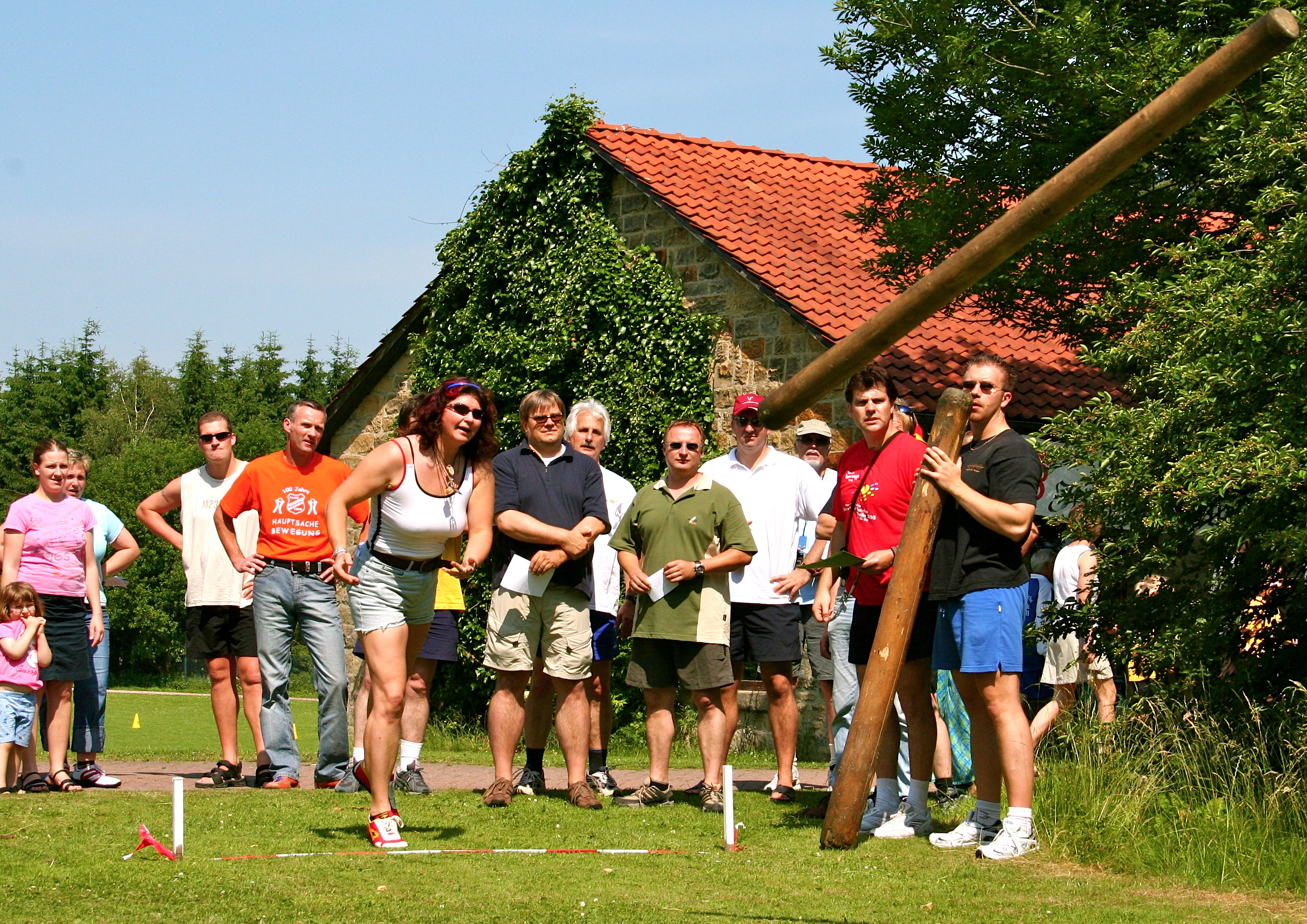
Stångstörtning i Bückeberg, Niedersachsen, Tyskland.

Stångstörtning (eller stangstörtning) är en forntida spellek, känd från flera länder. I Sverige utövas den aktivt vid Stångaspelen på Gotland.
En trästock ska skickas iväg så långt som möjligt, inte helt olikt kulstötning. Stången är 4,2–4,5 m lång, 26–27 kg tung, har en diameter av 13 cm i den tjocka änden, 6–7 cm i den tunna änden, och är gjord av gran.